# Luisia pulniana
Luisia pulniana là một loài thực vật có hoa trong họ Lan. Loài này được Vatsala mô tả khoa học đầu tiên năm 1981.